# Oswaldo López Arellano
*Oswaldo Enrique López Arellano (* 30 de juny de 1921 a la ciutat de Danlí - 16 de maig de 2010, Tegucigalpa) va ser un militar de carrera, polític i empresari hondureny, 42n president entre 1963 a 1971 i 44ena president de la república d'Hondures entre els anys 1972 a 1975.